# Lycophotia dalmatina
Lycophotia dalmatina là một loài bướm đêm trong họ Noctuidae.